# Operación Tigerfish
Operación Tigerfish (del inglés: Operation Tigerfish) fue el nombre en clave militar usado durante la Segunda Guerra Mundial para el ataque aéreo llevado a cabo por la Royal Air Force sobre Friburgo de Brisgovia en la noche del 27 de noviembre de 1944, en el que murieron alrededor de 2800 personas. La denominación de «Tigerfish» —de Hydrocynus vittatus, conocido en castellano como pez tigre— fue una invención del vice-mariscal del aire Robert Saundby, quien, como aficionado apasionado de la pesca, asignó códigos correspondientes con distintas especies de peces a todas las ciudades alemanas sobre las que se preveía realizar un bombardeo en alfombra. Saundby fue suplente del mariscal principal de las fuerzas aéreas Arthur Harris, el comandante del Mando de Bombardeo de la Real Fuerza Aérea.

## Antecedentes
| Fecha de incursión | Cantidad de bombas lanzadas |
| ------------------ | --------------------------- |
| 10/05/1940         | 69                          |
| 03/10/1943         | 12                          |
| 07/10/1943         | 7                           |
| 09/09/1944         | solo armas de a bordo       |
| 10/09/1944         | solo armas de a bordo       |
| 12/09/1944         | 2                           |
| 29/09/1944         | solo armas de a bordo       |
| 07/10/1944         | solo armas de a bordo       |
| 08/10/1944         | solo armas de a bordo       |
| 03/11/1944         | 8                           |
| 04/11/1944         | 21                          |
| 21/11/1944         | 15                          |
| 27/11/1944         | 14 525                      |
| 02/12/1944         | 34                          |
| 03/12/1944         | 49                          |
| 17/12/1944         | 74                          |
| 22/12/1944         | 5                           |
| 25/12/1944         | solo armas de a bordo       |
| 29/12/1944         | 13                          |
| 30/12/1944         | 47                          |
| 01/01/1945         | 32                          |
| 04/01/1945         | 10                          |
| 15/01/1945         | 59                          |
| 08/02/1945         | 248                         |
| 10/02/1945         | 44                          |
| 13/02/1945         | 1                           |
| 18/02/1945         | 18                          |
| 21/02/1945         | 7                           |
| 22/02/1945         | 36                          |
| 24/02/1945         | 20                          |
| 25/02/1945         | 1024                        |
| 26/02/1945         | 79                          |
| 28/02/1945         | 1861                        |
| 04/03/1945         | 53                          |
| 13/03/1945         | 24                          |
| 16/03/1945         | 1801                        |

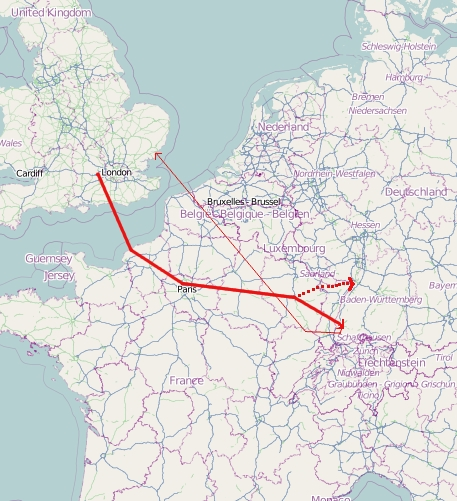
Rutas de ida y vuelta de los aviones, así como el ataque fingido contra Mannheim.

Después de que Friburgo fuera bombardeada por error por la fuerza aérea alemana el 10 de mayo de 1940 —ataque en el cual 57 personas perdieron la vida— la ciudad quedó a salvo de más ataques aéreos hasta octubre de 1943.
Durante mucho tiempo los friburgueses habían vivido con la esperanza de no tener que sufrir un ataque mayor. En 1935 la ciudad había sido clasificada solo como «localidad requiriendo defensa antiaérea de 2.º rango» (del alemán: Luftschutzort zweiter Ordnung ). Por lo tanto Friburgo tuvo que encargarse de sus propios medidas preventivas para la protección adecuada de la población, sin recibir recursos financieros de las autoridades gubernamentales. La esperanza de quedar a salvo de bombardeos permaneció todavía, pues aunque se realizaron ataques aéreos contra ciudades cercanas en la lista de los objetivos militares de los aliados Friburgo no había sido puesto en un lugar prioritario.
En el otoño de 1943 los aliados lanzaron panfletos en el norte de Alemania en los cuales escribieron que las víctimas de la guerra que se quedaron sin techo serían bienvenidas en la ciudad. El propósito de esta campaña era iniciar un movimiento de refugiados hacia el sur de Baden. Sin embargo, esta campaña propagandística quedó sin consecuencias.
A partir del 3 de octubre de 1943 se iniciaron los primeros bombardeos ligeros. El 7 de octubre de 1943 aviones de la fuerza aérea estadounidense (USAF, 1.ª división de bomberos) bombardeó instalaciones ferroviarias en la ciudad.
El 1 de abril de 1944 aviones de la fuerza aérea estadounidense (USAAF ) bombardearon primero Ludwigshafen, en una maniobra de distracción para cambiar a continuación de rumbo con la intención de bombardear Friburgo, pero se equivocaron y bombardearon erróneamente la ciudad suiza de Schaffhausen.
El 3 de noviembre de 1944 la estación de mercancías y el aeropuerto de Friburgo fueron el blanco de 16 aviones de bombardeo de la 9.ª flota aérea táctica estadounidense. El 21 de noviembre de 1944 se produjo un nuevo ataque.

## Objetivo
En la ciudad no había prácticamente ninguna empresa de importancia militar. La «Guía de destinos a bombardear» (del inglés: Bomber's Baedeker) de 1944 listó a las empresas Mez, Rhodiaceta, Hellige y la fábrica de gas de Friburgo solo como objetivos de categoría 3. Únicamente el nudo ferroviario apareció en la categoría 2. No se mencionó ningún objetivo puramente militar.

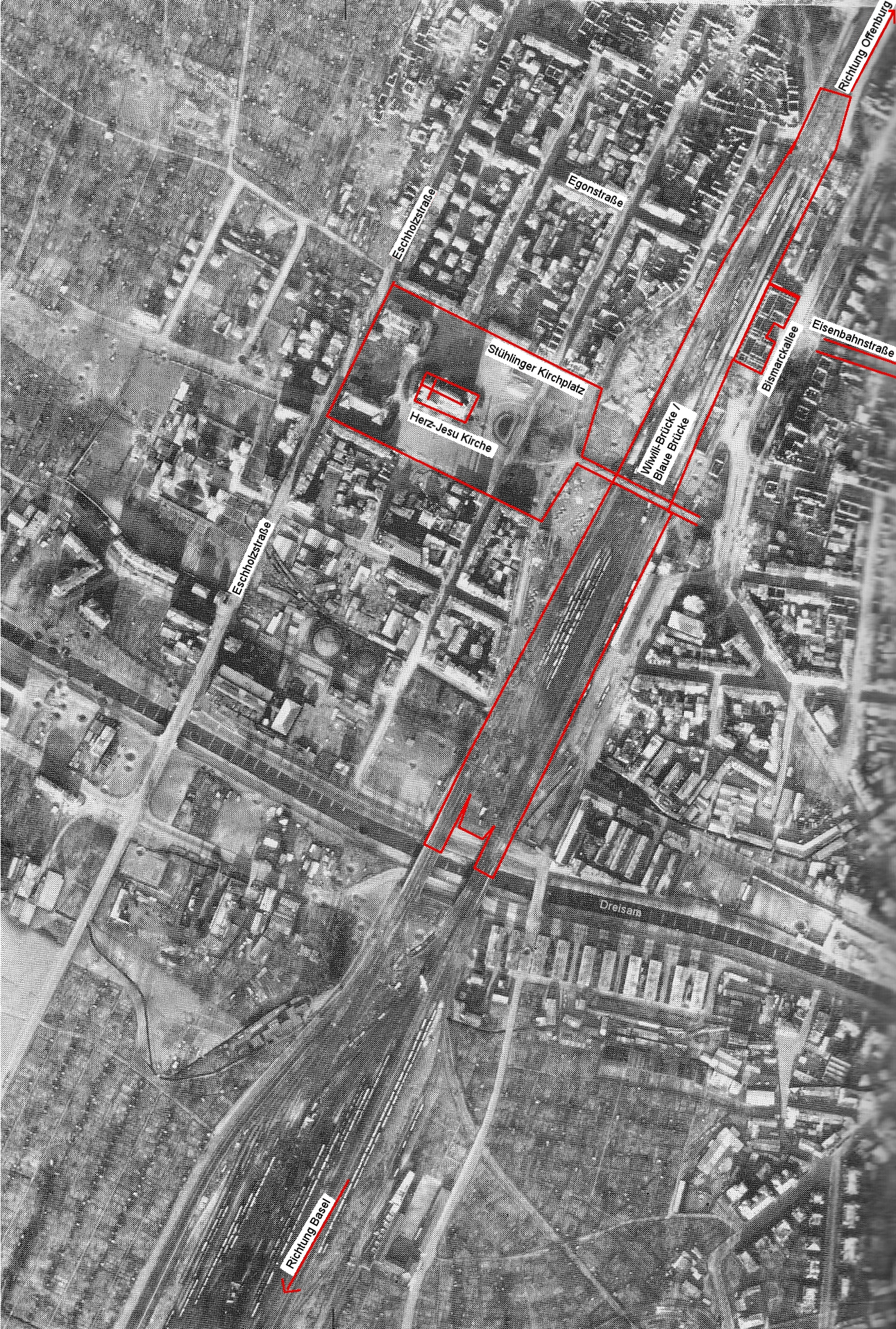
Vista aérea poco después del bombardeo con referencias de orientación

Friburgo comenzó a tener un interés creciente para los mandos de bombardeo aliados cuando el frente se acercaba a la frontera alemana. Debido a su ubicación, bien comunicada en la línea férrea del valle del Rin y la línea férrea a través de Breisach a Alsacia, Friburgo desempeñó un papel más y más importante para el desplazamiento de tropas. A partir de 1943 los aliados supusieron que el ejército alemán podía trasladar en un plazo de 12 a 14 días siete divisiones del frente oriental al frente occidental. Por lo tanto, el general Eisenhower ordenó el 22 de noviembre de 1944 a bombardear los nudos ferroviarios desde el aire. Después de un bombardeo de los norteamericanos a la luz del contra Offenburg los británicos debían bombardear Friburgo al día siguiente. Debido a que las «conexiones de transporte limitan con localidades habitadas», según la Directiva de bombardeos aéreos (del inglés: Area Bombing Directive) Friburgo fue considerado como especialmente predefinido para un bombardeo en alfombra con la intención de lograr una destrucción a gran escala de las zonas residenciales. Este hecho se desprende sobre todo de la orden de ataque que planeó destruir la ciudad y las instalaciones ferroviarias adyacentes.

## Incursión
Los bombardeos fueron preparados el 27 de noviembre de 1944 por 59 bombarderos mosquito del «Grupo de escultistas n.º 8» 
(del inglés: n.º 8 Pathfinder Group) coordinados desde Francia por un sistema de oboe móvil. El blanco fue la intersección de dos calles (a saber Habsburgerstraße y Bernhardstraße). Después de haber marcado la meta con señales de marcado rojas, deberían continuar la marcación con cantidades más grandes de señales de marcación rojas y verdes de acuerdo con a orden de ataque. Las marcaciones y el bombardeo fueron coordinados por un llamado Master Bomber. En caso de que este no hubiera sido audible para los pilotos de los bombarderos, la orden de ataque previó la priorización del lanzamiento de las bombas: primero lanzar las bombas sobre marcaciones rojas, entonces rojas y verdes, luego verdes y finalmente amarillas.
Entre las 19:58 y 20:18 horas el bombardeo de Friburgo fue realizado por 292 bombarderos Lancaster del  grupo de bomberos no. 1 que lanzaron 3002 bombas explosivas (1457 t) y 11 523 bombas incendiarias y marcadoras (266 t). Solo se perdió un bombardero Lancaster. La razón de esto no pudo ser aclarada definitivamente.

## Consecuencias

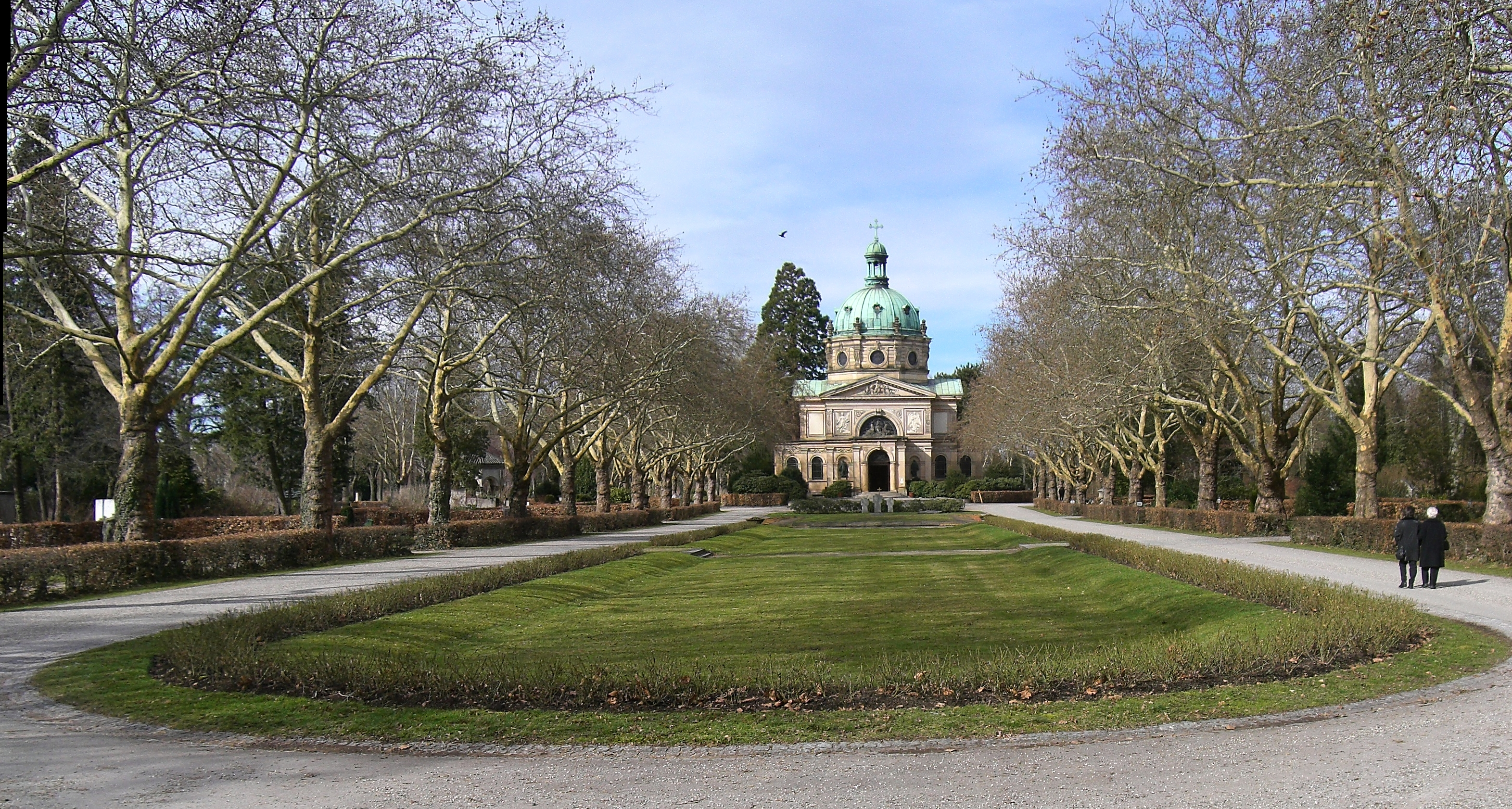
Tumba en el cementerio principal de Friburgo para 1664 víctimas mortales de la incursión

### Bajas
La cifra de muertos fue de 2797 y aproximadamente 9600 personas resultaron heridas. Entre las víctimas mortales se encontraron el teólogo Johann Baptist Knebel, el artista Hermann Gehri, el historiador Georg Kraft y la astróloga Elsbeth Ebertin.
Después del bombardeo del 27 de noviembre de 1944 muchas personas abandonaron la ciudad. El 31 de diciembre de 1944 se contaron solo 63 962 habitantes. A finales de abril de 1945 se alcanzó el punto más bajo con tan sólo 57 974 habitantes. Hasta comienzos de 1950 no se recuperó el nivel de población previo al bombardeo.

### Construcciones destruidas
Resultaron casi totalmente destruidos el núcleo del casco viejo, los barrios Neuburg, Betzenhausen y Mooswald, así como la parte septentrional del Stühlinger. En total el 30 % de todas las casas fueron destruidas o sufrieron graves daños. Enteras empresas como Hüttinger Elektronik, Grether & Cie. y M. Welte & Söhne fueron destruidos.
El bombardeo afectó a un gran número de edificios históricos de la ciudad, posteriormente la mayor parte de ellos serían reconstruidos:
- Capilla de San Miguel (siglo XVIII)
- Estación central (incluyendo catenaria y vías férreas)[21]
- Vieja iglesia de San Luis (siglos XIII/XIX; no reconstruida)
- Iglesia de San Martín (siglo XIV)
- Iglesia de San Conrado (construida en 1929 de Brenzinger & Cie. bajo Carl Anton Meckel, una de las primeras iglesia de hormigón bruto[22])
- Gerichtslaube (siglo XIV)
- Basler Hof
- Granero (1498)
- Casa de la Ballena  (1514/16; quemado, fachada y mirador rescatados)
- Viejo ayuntamiento (1557/59)
- Peterhof (1585/87)
- Iglesia de la universidad (siglo XVII)
- Comandancia de la Orden Teutónica (nombre local: Deutschordenskommende)
- Palacio Sickingen (1769/73)
- Cuartel de Carlos (1773/76)
- Collegium Borromaeum (1823/26)
- Salón de Cultura y Fiestas en un rincón del jardín municipal (construido 1854 bajo Friedrich Eisenlohr; no reconstruido)
- Teatro Municipal (1905/10)
- Vieja Fuente de Bertold (1806 de Franz Xaver Hauser; no reconstruida)

La catedral de Friburgo, el símbolo de la ciudad, solo sufrió daños leves.

## Conmemoración

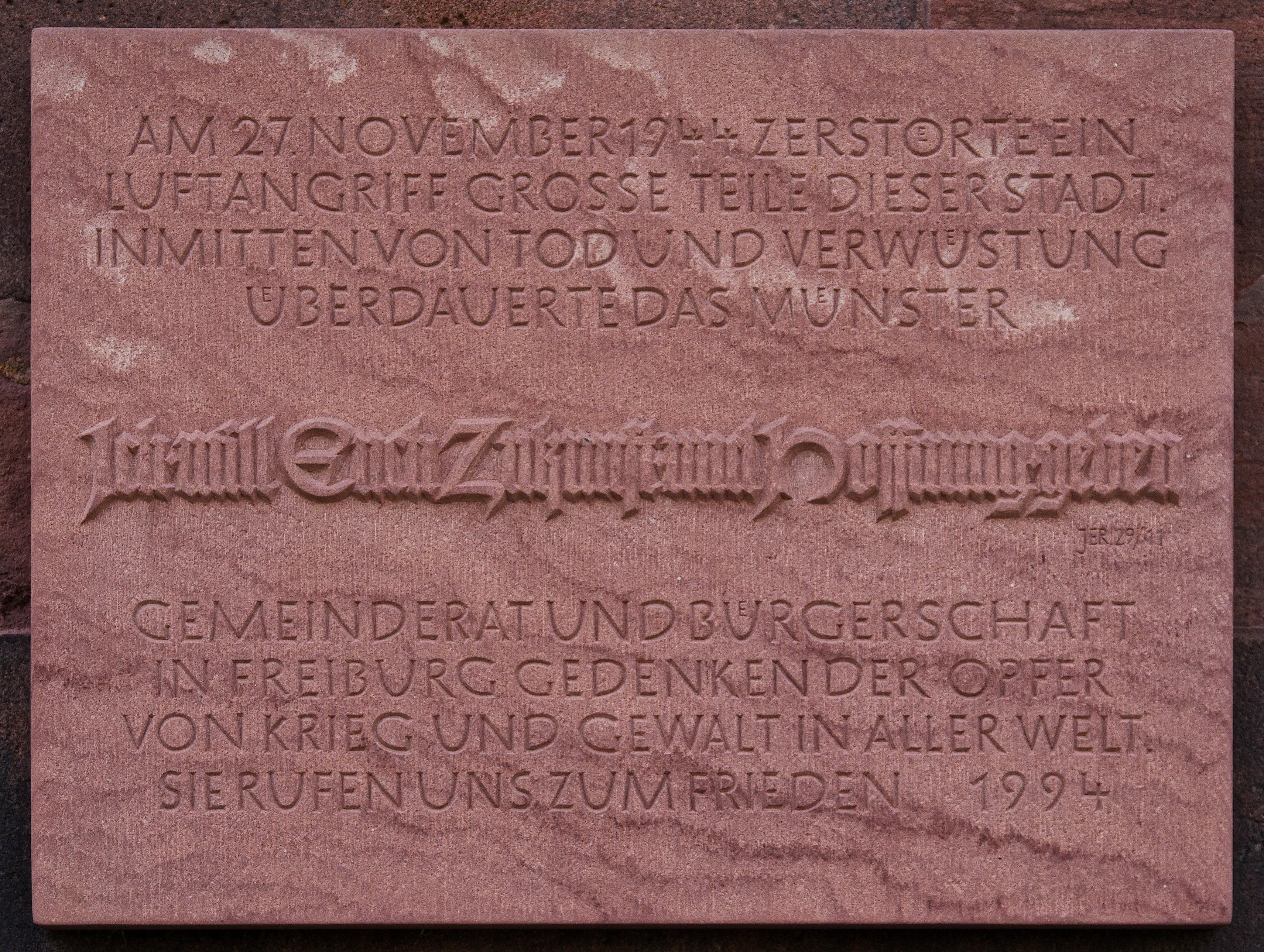
Placa conmemorativa en la torre oeste de la catedral de Friburgo:
«El 27 de noviembre de 1944 un ataque aéreo destruyó grandes partes de la ciudad. En medio de muerte y destrucción perduró la catedral
Quiero daros un futuro y una esperanza (JER.29:11)
Concejo y ciudadanía en Friburgo recuerdan a las víctimas de guerra y violencia en todo el mundo. Nos llaman a la paz. 1994»

En Friburgo varios monumentos y eventos conmemorativos regulares recuerdan a las víctimas del 27 de noviembre de 1944.

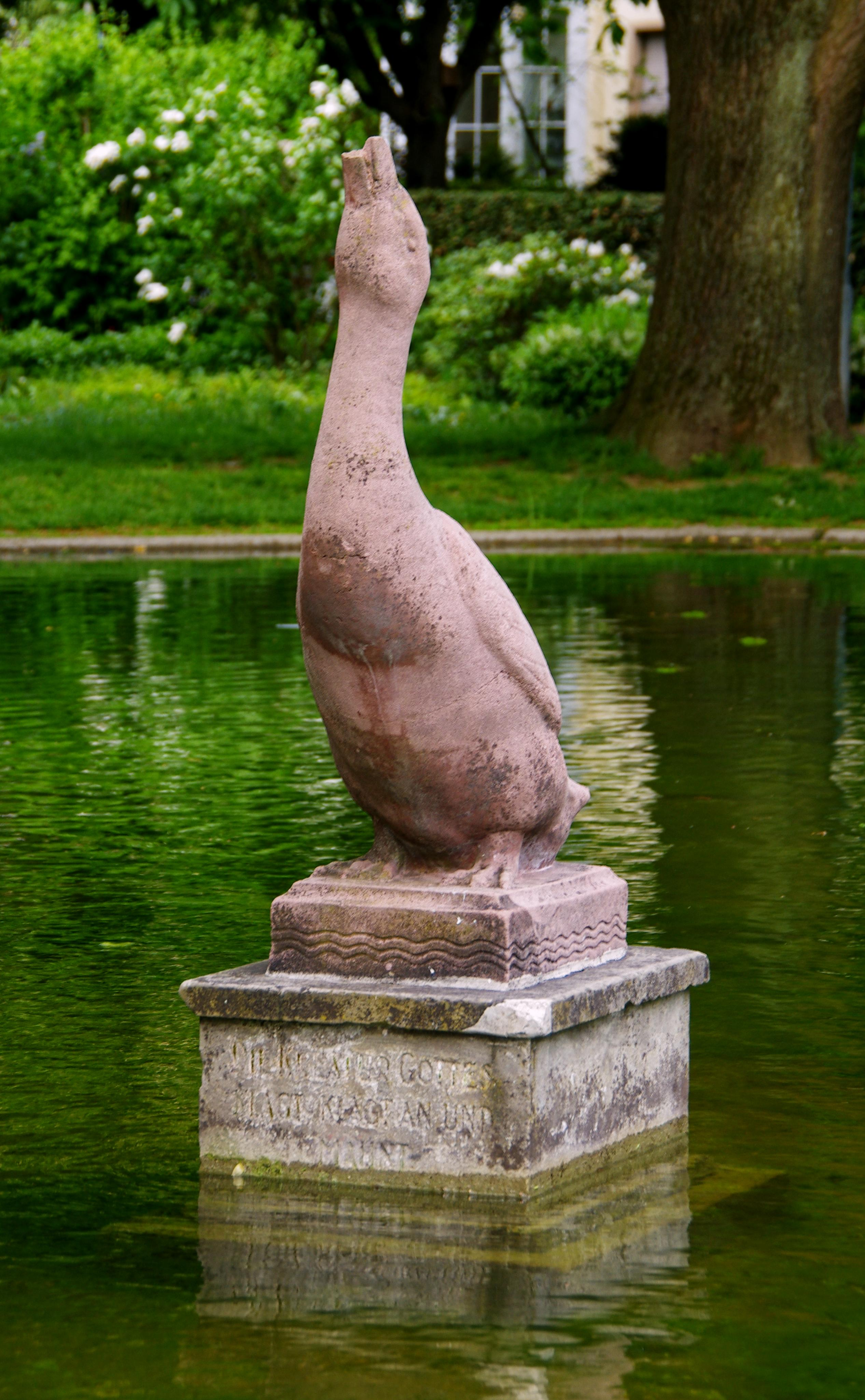
Estatua del pato en el jardín municipal

### Monumentos
- Tumba y monumento conmemorativo en el cementerio principal de Friburgo que el alcalde Josef Brandel inauguró el 27 de noviembre de 1958. Allí fueron enterrados 1664 víctimas mortales del bombardeo.
- Sitio conmemorativo para las víctimas de la guerra de 1939-1945 en el cementerio principal. Al lado de la sala de consagración del cementerio principal una cruz con una figura de «la mujer de luto» (nombre local: die Trauernde) de Richard Engelmann recuerda a las víctimas de los bombardeos de Friburgo durante la Segunda Guerra Mundial. Después de largas negociaciones y consultas la cruz fue estrenada el 18 de octubre de 1951.
- En la torre oeste de la entrada de la catedral de Friburgo se recuerda a las víctimas de la incursión y de señala el pequeño daño de la catedral por el bombardeo, que por lo demás fue devastador. Esta placa conmemorativa fue inaugurada en 1994 con motivo del quincuagésimo aniversario del bombardeo por el alcalde Rolf Böhme.
- En relación con el mito de que en el jardín municipal un pato había advertido con su graznido del bombardeo inminente, Richard Bampi creó la estatua de un pato que el alcalde Wolfgang Hoffmann regaló a los friburgueses. La estatua fue inaugurada el 27 de noviembre de 1953.
- Un crucifijo en la Deutschordensstraße (calle de la Orden Teutónica) que se encuentra en este lugar desde 1963 lleva la inscripción: «En el año de guerra de 1944 durante la gran incursión el monasterio del Gauch Espíritu Santo en la calle Gauchstraße y fue destruido y esta cruz fue dañada seriamente. En 1957 el monasterio Espíritu Santo se construyó en este lugar y la cruz fue erigida aquí en 1963.»
- En el arco del portal de la entrada principal de la clínica universitaria de Friburgo cuelga una placa con la inscripción: «Destruida por acción enemiga 27/11/1944 reconstruida en 1945-1953»
- En la muralla del edificio en la calle Lehener Straße 11 en el barrio Stühlinger una placa que conmemora la destrucción de la empresa M. Welte & Söhne.
- En la oficina principal de correos en la calle Eisenbahnstraße cuelga una placa con el siguiente texto: «Aquí se construyó en 1272 el monasterio de Santa Clara. En 1675 hubo de dar lugar a las fortificaciones de la ciudad. Bajo Heinrich von Stephan la oficina de correos fue construida en 1878 y destruida durante el bombardeo del 27/11/1944. 99 empleados del servicio de correos y telecomunicaciones murieron.» El nuevo edificio fue erigido en 1961. En la zona de entrada de la escalera del edificio se encuentra en el interior también una gran placa en relieve con los nombres de las 99 víctimas.
- Delante del edificio de colegio II (nombre local: Kollegiengebäude II) de la Universidad de Friburgo se encuentra un lugar conmemorativo donado por la editorial Herder. Dos losas puestas sobre el suelo llevan la inscripción: «Como agradecimiento por la preservación de la ciudad y de la catedral el 27 de noviembre de 1944 y en memoria de la sinagoga.»
- Delante del edificio de la editorial Herder, que también fue destruido y donde once empleados murieron, existe un lugar conmemorativo con una inscripción en latín
- Después de la colocación de la primera piedra el 15 de noviembre de 1965 la nueva Fuente de Bertold (nombre local: Bertoldsbrunnen) fue inaugurada el 27 de noviembre de 1965. Lleva la inscripción: Construida en 1965 en el lugar de la Fuente de Bertold de 1807 destruida en 1944
- Solo durante poco tiempo, 10 de julio de 1979 y el 7 de agosto de 1979, estuvo en la calle principal, la Kaiser-Joseph-Straße, una figura de madera de más de cinco metros de altura del artista Jürgen Goertz como un monumento para conmemorar la destrucción de Friburgo.
- En el puentecillo del Monte del Castillo se encuentran varios relieves de hormigón del artista Emil Wachter del año 1979. Los motivos muestran entre otras cosas las letras de Coventry, el año del bombardeo de Friburgo, con una mano sobre la catedral de Friburgo, así como ilustraciones de aviones lanzando bombas y el incendio de Friburgo.
- En la clave de bóveda de la torre de la catedral un texto de Reinhold Schneider recuerda la destrucción de Friburgo el 27 de noviembre de 1944.[23]

### Eventos conmemorativos
La ciudad de Friburgo conmemora el acontecimiento con el depósito de una corona y eventos.
A la conmemoración del cincuentenario se realizó un oratorio en la catedral de Friburgo, un acto conmemorativo así como una exposición de los archivos municipales. Al aniversario el 27 de noviembre de 2004 tuvieron lugar los siguientes eventos:
- Exposición fotográfica: Operación pez tigre
- Exposición: Protección antiaérea es necesaria
- Presentación de la película: Bombas sobre Friburgo
- Exposición: Símbolos de la conmemoración
- Servicio conmemorativo
- Oratorio : De Curru Igneo
- Ponencia: ¿Cómo experimentaron las mujeres la guerra en el frente interno?
- Exposición de medios de comunicación en la biblioteca municipal en la plaza de la catedral.

Además, repica la campana Hosanna de la catedral de Friburgo en cada aniversario a la hora de la incursión.
Con ocasión del quincuagésimo aniversario la ciudad y la caja de ahorros de Friburgo emitieron una moneda conmemorativa con la imagen de la estatua del pato en el jardín municipal.

## Recepción
El compositor Julius Weismann se ocupó en su obra coral con solos y orquesta El grito del vigilante (en alemán: Der Wächterruf)' op.151 (1946-49) además de los "horribles acontecimientos de la última década de la destrucción de su ciudad natal Friburgo.

«Todo Friburgo que una vez había florecido y brillado consistía en nada más que escombros, olor a quemado y troncos de chimeneas. La ciudad quedó totalmente reducida a cenizas como en la Guerra de los Treinta Años.»

 — Horst Krüger (1945)

«Pasó tres días en Friburgo; ¹/3 de la hermosa ciudad, todo el casco urbano es un único montón, las calles (pero no todas) ya desescombradas. – Iglesias, teatro, universidad todo roto o casi roto. Horrible vista muerta; entre las ruinas están a menudo coronas y muchas veces también cruces con inscripciones, – personas que están sepultadas allí.

 — Alfred Döblin (1946)

## Filmografía
- Bomben auf Freiburg (Bombas sobre Friburgo). Documental, 63 min. Dirección: Dirk Adam y Hans-Peter Hagmann. Alemania 2004
- Zerstörung, Wiederaufbau, Alltag: Freiburg 1940–1950. Neubearbeiteter Dokumentarfilm v. Rudolf Langwieler, 38 min. Deutschland 2010